# کایل ادواردز (بازیکن فوتبال، زاده۱۹۹۸)
کایل ادواردز (انگلیسی: Kyle Edwards؛ زادهٔ ۱۷ فوریهٔ ۱۹۹۸) بازیکن فوتبال اهل بریتانیا است.
از باشگاه‌هایی که در آن بازی کرده‌است می‌توان به باشگاه فوتبال وست برومویچ آلبیون اشاره کرد.
وی همچنین در تیم‌های ملی فوتبال England national under-16 football team، زیر ۱۷ سال انگلستان، و زیر ۲۰ سال انگلستان بازی کرده‌است.